# 中小路与平治 (2代)

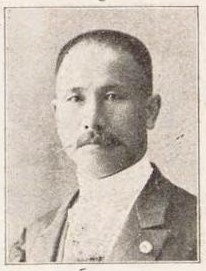
中小路与平治

2代中小路 与平治（なかこうじ よへいじ、1868年9月25日（明治元年8月10日） - 1945年（昭和20年）8月16日）は、日本の政治家。衆議院議員（1期）。

## 経歴
滋賀県出身。京都府立亀岡中学校と滋賀県立商業学校(現・滋賀県立八幡商業高等学校)で学ぶ。日清戦争に参加、金田村長、蒲生郡会議員、同議長となる。また、金田村農会長、滋賀県農会副会長、近江米同業組合長、蒲生銀行取締役、八幡鋳物(資)代表社員を務めた。
1912年の第11回衆議院議員総選挙において滋賀県郡部から立憲国民党公認で立候補して当選した。衆議院議員を1期務め、1915年の第12回衆議院議員総選挙には立候補しなかった。1945年に死去した。